# Ēriks Punculs
Ēriks Punculs (Riga, 18 de enero de 1994) es un futbolista letón que juega en la demarcación de centrocampista para el Valmieras FK de la Virslīga.

## Selección nacional
Tras jugar con la selección de fútbol sub-16 de Letonia, la sub-17 y la sub-19, finalmente debutó con la selección absoluta el 9 de septiembre de 2019. Lo hizo en un partido de clasificación para la Eurocopa 2020 contra Macedonia del Norte que finalizó con un resultado de 0-2 a favor del combinado macedonio tras los goles de Goran Pandev y Enis Bardi.

## Clubes
| Club                           | País    | Año         | Partidos | Goles |
| ------------------------------ | ------- | ----------- | -------- | ----- |
| FK Liepājas Metalurgs-2        | Letonia | 2010 - 2011 | 24       | 12    |
| FK Liepājas Metalurgs          | Letonia | 2011 - 2012 | 1        | 0     |
| UP Plasencia                   | España  | 2012 - 2013 |          |       |
| FK Spartaks Jūrmala            | Letonia | 2014 - 2015 | 57       | 9     |
| FS METTA/Latvijas Universitāte | Letonia | 2016        | 9        | 0     |
| Riga FC                        | Letonia | 2016 - 2018 | 45       | 6     |
| FK Liepāja                     | Letonia | 2018        | 10       | 1     |
| Valmieras FK                   | Letonia | 2019 -      | 28       | 7     |

## Palmarés

### Campeonatos nacionales
| Título   | Club    | País    | Año  |
| -------- | ------- | ------- | ---- |
| Virslīga | Riga FC | Letonia | 2018 |